# 신곡동 (의정부시)
신곡동(新谷洞)은 대한민국 경기도 의정부시에 위치한 법정동이다. 신곡1동, 신곡2동 행정동으로 구분되어 관리된다.

## 개요
신곡동은 장암동과 함께 행정동인 장곡동에 속해 있었으나 1994년 7월 1일 장암동과 분리되었고, 1995년 3월 2일 인구증가로 분동되어 추동리, 발곡리, 본둔야리는 ‘신곡1동’이 되었고, 신촌리와 동오리 일부는 ‘신곡2동’이 되었다. ‘신곡동’이라는 이름은 과거 경기도 양주군 둔야면이었을 때‘신촌리’와 ‘발곡리’에서 한자씩 따서 지은 것이다. 신곡2동은 대규모 아파트 밀집지역이다.

## 법정동
- 신곡동

## 교통
- 동오역

## 교육
- 신곡초등학교
- 동오초등학교
- 발곡중학교
- 효자중학교
- 효자고등학교
- 발곡고등학교

## 아파트
| 단지명                   | 건설사                                    | 시행사                                    | 주소             | 입주              | 비고                             |
| ------------------------ | ----------------------------------------- | ----------------------------------------- | ---------------- | ----------------- | -------------------------------- |
| 장암 동신현대            | ㈜동신 현대산업개발                       | ㈜동신 현대산업개발                       | 신곡로 35        | 1998년 10월       |                                  |
| 장암현대 2차             | 현대산업개발                              | 군인공제회                                | 신곡로 13        | 1998년 9월        |                                  |
| 금오지구 상록아이파크    | 현대산업개발                              | 공무원연금공단                            | 부용로 174       | 2003년 1월        |                                  |
| 삼성래미안진흥           | 삼성물산㈜ 주택부문 진흥기업              | 삼성물산㈜ 주택부문 진흥기업              | 장곡로628번길 21 | 2002년 11월       |                                  |
| 드림밸리                 | 경남기업 ㈜한일건설 한진중공업㈜ 건설부문 | 경남기업 ㈜한일건설 한진중공업㈜ 건설부문 | 장곡로596번길 18 | 2002년 12월       |                                  |
| 금오 풍림아이원          | 풍림산업                                  | ㈜한건                                    | 장곡로 532       | 2005년 2월        |                                  |
| 장암주공 5단지           | 현대산업개발 ㈜태영                       | 대한주택공사                              | 회룡로 221       | 1999년 3월        |                                  |
| 신곡푸르미 주공          | 한신공영 성원산업개발㈜                   | 대한주택공사                              | 능곡로 8         | 2001년 10월       | '신곡주공 4단지'에서 단지명 변경 |
| 금오주공그린빌 4단지     | ㈜건설알포메 ㈜국제종합토건               | 대한주택공사                              | 장곡로 514       | 2003년 8월        |                                  |
| 금오주공그린빌 9단지     |                                           | 대한주택공사                              | 부용로 236       | 2002년 10월       | 국민임대                         |
| e편한세상 신곡파크비스타 | 대림산업                                  | 국제자산신탁㈜                            | 시민로 287       | 2019년 3월        |                                  |
| e편한세상 신곡포레스타뷰 | 대림산업 고려개발                         | 국제자산신탁㈜                            | 금신로 276       | 2020년 8월        |                                  |
| e편한세상 신곡파크프라임 | 디엘이앤씨㈜                              | ㈜교보자산신탁 ㈜발곡                     | 금신로 111       | 2024년 8월        |                                  |
| e편한세상 신곡시그니처뷰 | 디엘건설㈜ ㈜대림                         | 장암생활권3구역 주택재개발정비사업조합    |                  | 2026년 9월 (예정) |                                  |
| 신곡건영                 | 건영                                      | 건영                                      | 능곡로26번길 40  | 1999년 6월        |                                  |
| 장암지구 한일삼익        | 삼익주택㈜ ㈜한일건설                     | 삼익주택㈜ ㈜한일건설                     | 신곡로 36        | 1998년 7월        |                                  |